# Гераклея (мікрорайон)
Гераклея (крим. Ğerakleya) — мікрорайон на заході міста Севастополя, у Гагарінському районі.
З 7 вересня 2023 року мікрорайон переданий до Бахчисарайського району Автономної Республіки Крим, однак, він досі не має статусу окремого населеного пункту.
Фіолентовське шосе ділить мікрорайон на Праву Гераклею та Ліву Гераклею.
Мікрорайон індивідуальної житлової забудови, заснований у 1989 році.
Основні вулиці: Генуезька, Генуезький бульвар.